# 岸田おろし

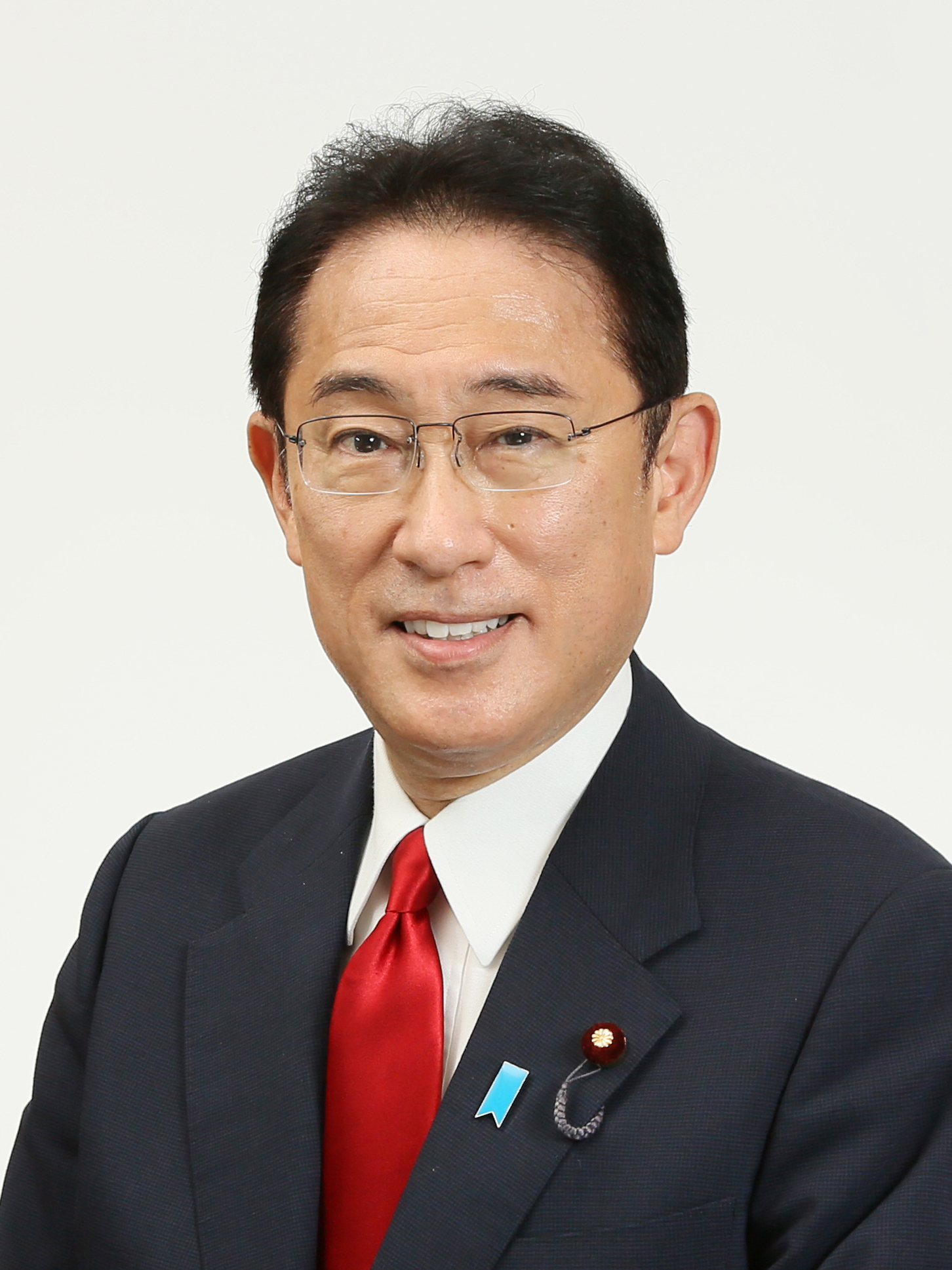
岸田文雄

岸田おろし（きしだおろし）は、2024年（令和6年）に起こった主に自由民主党内からの第100代・101代内閣総理大臣の岸田文雄への退陣要求。

## 背景
岸田は2021年10月4日に内閣総理大臣に就任して以降、就任直後の衆議院議員総選挙で勝利し、その後も岸田内閣の内閣支持率は比較的高い水準を保っていた。

### 旧統一教会問題
しかし、2022年7月8日に発生した安倍晋三銃撃事件後に自民党と旧統一教会の繋がりが明らかになり、同年8月以降内閣支持率は急落した。
同年秋の臨時国会では、スキャンダルなどによる閣僚の更迭が相次いだ。岸田の更迭判断が後手に回ったことで、与野党から批判の声が出た。
その後、2023年3月から5月のG7広島サミットにかけて内閣支持率が再び持ち直すものの、6月以降はマイナンバーカードを巡るトラブルや少子化対策への厳しい評価により再び内閣支持率は下落傾向となった。

### 政治資金パーティーの裏金問題
同年11月以降、政治資金パーティー収入の裏金問題が表面化し、12月には問題が浮上した安倍派に所属している閣僚など政務三役を交代させた。しかし、内閣支持率はさらに低下し、2012年の政権復帰以降最低水準となった。
この問題を受けて2024年1月に岸田は自らが会長を務めた宏池会を解散する方針を表明した。4月には安倍派と二階派の議員39人の党内処分を行ったものの、自民党内では岸田を公然と批判する異例の発言も出るなど、処分内容に対する不満の声が上がった。

## 推移
2024年6月になると次期衆院選への危機感などから自民党内で岸田の退陣を求める声が上がり始めた。
6月22日、東国幹衆議院議員は北海道旭川市で開いた党会合において、同年9月に予定された自由民主党総裁選挙を巡って「再選と軽々しく口にするのではなく、思いとどまって自民党に新しい扉を開く橋渡し役を担ってほしい」などと岸田に対し、総裁選への不出馬を促した。
6月23日、菅義偉前首相はインターネット番組で政治不信は責任を取っていない岸田に一因があるとの考えを示し、岸田に対し退陣を要求した。
7月7日、笹川博義衆議院議員は「組織のトップにけじめをつけてもらわなければ困る」と述べ、岸田に事実上の退陣を要求した。
7月14日、古川直季衆議院議員は「普通の企業ならしっかり責任を取るのが普通」と述べ、岸田の交代を求めた。その上で後任には小泉進次郎衆議院議員がふさわしいとの認識を示した。
党の地方組織からも岸田の退陣を求める声が相次いだ。これに対し、岸田は「厳粛にしっかりと受け止めなければならない。これからも地方の声、現場の声を丁寧に聞いていく」と述べた。

### 総裁選挙不出馬・退陣

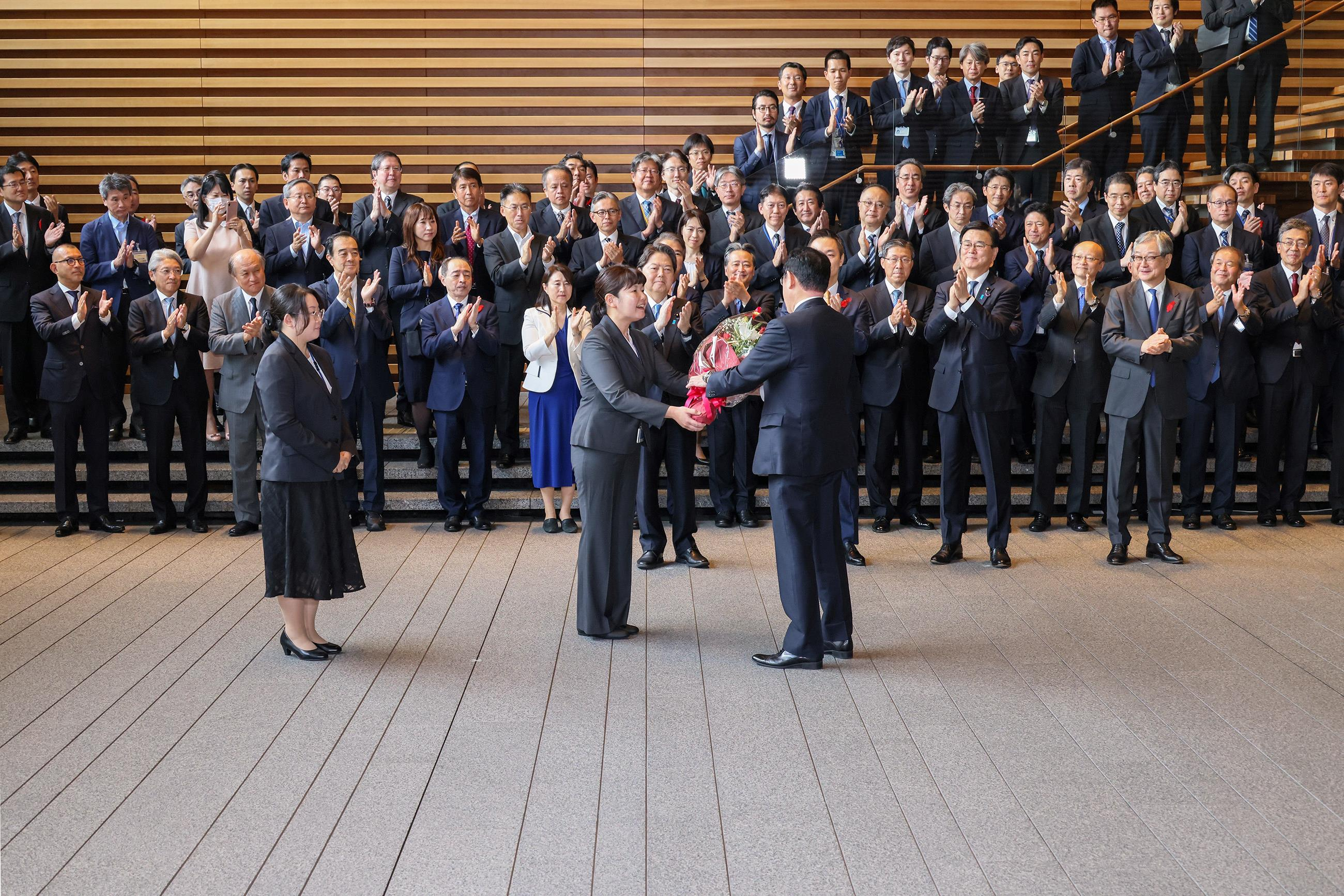
内閣総辞職に際し、花束を贈呈される岸田

8月14日、岸田は首相官邸で記者会見を開き、9月の総裁選挙に出馬しないことを表明した。
10月1日、第2次岸田第2次改造内閣が総辞職し、岸田は首相を退任した。